# اشتباه من (فیلم)
اشتباه من (اسپانیایی: Culpa mía‎) فیلم عاشقانهٔ اسپانیایی محصول ۲۰۲۳ به کارگردانی دومینگو گونزالز در نخستین تجربهٔ کارگردانی فیلم بلندش است. نیکول والاس و گابریل گوارا بازیگران این فیلم هستند. این فیلم بر اساس داستانی به همین نام به قلم مرسدس ران ساخته شده‌است. طبق گفته پرایم ویدئو (منتشر کننده فیلم) قرار است به زودی قسمت دوم و سوم این فیلم با نام های اشتباه تو (culpa tuya) و اشتباه ما (culpa nuestro) ساخته شود.

## داستان
داستان این فیلم درباره نوآ  است که به همراه مادرش به عمارت شوهر ثروتمند جدید مادرش نقل مکان می‌کنند. نوآ در آنجا با نیک، برادر ناتنی جدیدش آشنا می‌شود. آن دو به صورت پنهانی وارد رابطه عاشقانه جنسی می‌شوند.

## بازیگران
- نیکول والاس در نقش نوآ
- گابریل گوارا در نقش نیکولاس
- فران برنگر در نقش رونی
- اوا رویز در نقش جنا

## انتشار
پخش اشتباه من از ۸ ژوئن ۲۰۲۳ در آمازون پرایم ویدئو آغاز شد. طبق آمازون پرایم ویدئو، گزارش شده‌است که این فیلم بهترین آمار بیننده در سه روز نخست افتتاحیه را در میان هر فیلم غیرانگلیسی این سرویس کسب کرده‌است.

## بازخورد
لوکاس هیل-پل از دیلی اکسپرس به اشتباه من ۲ از ۵ ستاره داد و بر این باور بود این فیلم ممکن است «مزخرف‌ترین سرمایه‌گذاری پرایم ویدئو تا به حال باشد اما حداقل با یک چشمک‌زدن خودآگاه و دو بازیگر دوست‌داشتنی به هدف می‌رسد». جان سربا از Decider.com نقدی منفی به این فیلم داد و آن را فیلمی ناجور دانست که شخصیت‌هایش «بی‌مزه و سطحی» بودند.

## دنباله
پرایم ویدئو در ۲۶ ژوئیه ۲۰۲۳ اعلام کرد دو فیلم دیگر بر اساس دو کتاب پایانی مرسدس ران با نام اشتباه تو و اشتباه ما ساخته خواهد شد. والاس و گوارا نقش‌های خودشان را مجدداً بازی خواهند کرد.